# 瘦尾细额蚤
瘦尾细额蚤（学名：Oxyurella tenuicaudis）为盘肠蚤科细额蚤属的动物。分布于日本、丹麦、芬兰、奥地利、英国、法国、德国、俄罗斯、美国、加拿大以及中国大陆的广东、江苏、江西、河北、黑龙江、云南等地，属于广温种。其主要栖息于污染不很严重的水塘、沼泽、河汊中。